# Dicranophorus isothes
Dicranophorus isothes är en hjuldjursart som beskrevs av Harry K. Harring och Myers 1928. Dicranophorus isothes ingår i släktet Dicranophorus och familjen Dicranophoridae. Inga underarter finns listade i Catalogue of Life.